# Курч, Степан Осипович
Степа́н О́сипович Курч (1850—1906) — российский генерал-майор белорусского происхождения, командующий 50-й резервной пехотной бригады, военный цензор Виленского военного округа.

## Биография
Дворянский род Курчей известен с XVI века, его представители занимали государственные и военные должности в Великом княжестве Литовском и Речи Посполитой.
Степан Курч родился 31 мая (12 июня) 1850 года в поместье Устье Могилёвской губернии. Его отец, владелец поместья — белорусский дворянин Осип Адамович Курч, перешедший из католицизма в православие. Мать — Надежда Васильевна, дочь российского генерал-майора Василия Александровича Бибикова (1793—1867). Имел брата — Николай Осипович Курч (1854—1916).
Службу начал кондукто́ром в Николаевском инженерном училище, из которого в 1868 году выпущен прапорщиком во 2-й понтонный полубатальон. В 1869 году был переведён в прежнем чине в лейб-гвардии Преображенский полк. В 1875 году получил чин гвардии штабс-капитана и через месяц направлен на службу к командующему Западно-Сибирского военного округа с зачислением майором по армейской пехоте.
С началом Русско-турецкой войны был переведён в Костромской 19-й пехотный полк, в составе которого принимал участие в первом штурме Плевны 8 июля 1877 года. В том же году был переведён в Архангелогородский 17-й пехотный полк, с которым совершил зимний переход через Балканы и участвовал в успешном штурме Чифлика. Был награждён орденом Св. Станислава 2-й степени с мечами, Св. Анны 2-й степени с мечами и Св. Владимира 4-й степени с мечами и бантом. После войны вернулся к службе в штабе Западно-Сибирского военного округа.
В 1881 году был произведён в чин полковника и назначен командиром 1-го Западно-Сибирского минного батальона. В 1888—1897 годах, последовательно командовал 30-й резервной пехотной бригадой и 19-м Костромским полком; 14 мая 1896 года произведён в генерал-майоры и с 1897 года командовал различными пехотными бригадами в 4-й, 2-й и 5-й дивизиях, а с 14 апреля 1900 года — 50-й резервной пехотной бригадой.
В 1905—1906 годах — военный цензор Виленского военного округа. В это время вместе с детьми (был в разводе) жил в Минске по адресу: ул. Захарьевская, дом 16.
Умер 11 (24) января 1906 года; похоронен на Военном кладбище в Минске. Во время похорон Курча 14 января произошло неудачное покушение революционеров на минского губернатора П. Г. Курлова и полицмейстера.

## Семья
Супруга — Екатерина Михайловна (1861—1935), дочь вице-губернатора Акмолинской области Курбановского М. Н.; переводчица, драматург, прозаик. Совместная жизнь у них не сложилась и спустя некоторое время они развелись. Имели детей, которые остались с отцом:
- Надежда Курч (1891—?)
- Борис Курч (1899—?)